# Wohn- und Wirtschaftsgebäude Wiemsdorfer Dorfstraße 4
Das Wohn- und Wirtschaftsgebäude Wiemsdorfer Dorfstraße 4 in der niedersächsischen Gemeinde Loxstedt, Ortsteil Landwürden/Wiemsdorf, im Landkreis Cuxhaven, stammt aus der Mitte des 19. Jahrhunderts. Aktuell (2024) wird es als Wohnhaus und landwirtschaftlich genutzt.
Das Gebäude steht unter Denkmalschutz (siehe auch Liste der Baudenkmale in Loxstedt).

## Beschreibung
Das eingeschossige traufständige Wohn- und Wirtschaftsgebäude als Zweiständer-Hallenhaus in Fachwerk mit Steinausfachungen, mit reetgedecktem Krüppelwalmdach, Niedersachsengiebel mit Uhlenloch und Grooter Door mit Korbbogen sowie eckigen Fenstern, wurde im nördlich gelegenen Wirtschaftsteil mit über Knaggen vorkragendem Giebeldreieck und Fächerrosetten im Fachwerk 1638 (Inschrift) gebaut. Die übrige Konstruktion wurde 1809 nach Brand erneuert, heute weitgehend in Backsteinmauerwerk ersetzt. Es gehört zu einem der wenigen Gebäude, die den Brand von 1808 überstanden haben.
Das Landesdenkmalamt befand u. a.: „… regionsuntypische Fächerrosetten im geschmückten Wirtschaftsgiebel ….“